# Ernesto Boglietti
Ernesto Boglietti (Córdoba, 29 maggio 1894 – ...) è stato un calciatore argentino, di ruolo attaccante.
Era noto come Boglietti I per distinguerlo dai fratelli Romolo o Boglietti II ed Ottavio o Boglietti III.

## Carriera
Inizia la carriera nella Juventus dove esordì nella partita contro la Libertas il 12 ottobre 1913 in una vittoria per 3-1, mentre la sua ultima partita fu contro il Genoa il 21 marzo 1915 in una sconfitta per 5-2. Nelle sue due stagioni bianconere collezionò 35 presenze e 22 reti.
Dopo la Grande Guerra è tra le file del Torino, dove gioca con i due fratelli, esordendo in maglia granata il 12 ottobre 1919 nella vittoria dei suoi per 9-2 contro la Biellese. Con i torinisti raggiunge il quarto posto del girone C della Semifinali nazionali della Prima Categoria 1919-1920.
Successivamente milita nell'US Torinese, Savona e nuovamente nell'US Torinese.
Tornato in Argentina a fine carriera, morì verso la fine degli anni cinquanta.

## Statistiche

### Presenze e reti nei club
| Stagione        | Club            | Campionato      | Campionato | Campionato |
| Stagione        | Club            | Comp            | Pres       | Reti       |
| --------------- | --------------- | --------------- | ---------- | ---------- |
| 1913-1914       | Juventus        | Prima Categoria | 23         | 12         |
| 1914-1915       | Juventus        | Prima Categoria | 12         | 10         |
| Totale Juventus | Totale Juventus |                 | 35         | 22         |
| Totale carriera | Totale carriera |                 | 35         | 22         |